# NGC 5642
NGC 5642 este o galaxie eliptică situată în constelația Boarul. A fost descoperită în 16 mai 1784 de către William Herschel. Se află la o distanță de 65,47 de megaparseci de Pământ.